# تشارلز إل. بيترسون
تشارلز إل. بيترسون (بالإنجليزية: Charles L. Peterson)‏ هو فنان أمريكي، ولد في 1927 في إلجين في الولايات المتحدة.

## وصلات خارجية
- الموقع الرسمي